# 오샤와역
오샤와역(Oshawa Station) 은 캐나다 온타리오주 오샤와 남서쪽에 있는 기차역으로 GO 트랜싯의 레이크쇼어 이스트선 통근 열차와 버스가 정차하며 토론토에서 킹스턴, 오타와, 몬트리올 등을 잇는 VIA 철도의 여객 열차도 정차한다.

## 위치
오샤와역은 오샤와 시내 남서쪽의 블루어 스트리트 웨스트와 손턴 로드 사우스에 위치해있으며, 401번 고속도로 남쪽에 위치해있다. 이 역은 캐나다 내셔널 철도가 소유하는 토론토와 몬트리올을 잇는 킹스턴선 301.6 마일 (485.4 km) 지점에 위치해있으며, 동쪽으로 포트호프역, 서쪽으로는 루지힐역이 위치해있다. 또한 오샤와역은 메트로링스의 레이크쇼어 이스트선 통근열차 전용선로인 GO선의 종점으로, 11.6 마일 (18.7 km) 지점에 위치해있으며, 서쪽으로 휘트비역이 위치해있다. 역 바로 남쪽에는 CN 오샤와 차량기지가 위치해있고, 역 바로 동쪽에는 제너럴 모터스 공장 진입선이, 역 서쪽에는 GO 트랜싯의 통근열차를 검수 및 정비하는 동부 철도 차량기지가 위치해있다.
메트로링스 GO선은 피커링에서 오샤와까지 킹스턴선을 따라 나란히 달리다가 종착역인 오샤와역에서 끊긴다. 이 노선을 오샤와역에 진입하기 직전에 역 북쪽에 있는 캐나다 태평양 철도 벨빌선으로 연결선을 지어 보먼빌까지 연장하는 방안이 현재 추진되고 있다. 킹스턴선은 이후 오샤와에서 온타리오호를 따라 CP 벨빌선과 같이 나란히 다음 역인 포트호프역까지 이어진다.

## 역사

### 초기 역사
오샤와의 첫 기차역은 1856년에 그랜드 트렁크 철도 (GTR)가 토론토와 몬트리올을 잇는 철도를 지으면서 개통하였고, 첫 기차는 1856년 8월에 정차하였다. 당시 역 건물의 사진은 존재하지 않지만, 이 당시 몬트리올에서 토론토 사이에 지어졌던 다른 건물과 같이 회색 석회암 외벽과 최대 4개의 굴뚝으로 이루어진 지붕으로 된 직사각형 구조의 건물이었을 것으로 추정된다. 첫 역은 심코 스트리트 동쪽에 위치해있었는데, 이 도로는 1822년에 영국인들이 이 지역에 정착하기 위해 지은 도로였다. 역 건설 당시 오샤와는 인구가 약 1,000명으로 구성된 공동체였고, 대부분 심코 스트리트와 킹스턴 로드 (오늘날의 킹 스트리트)를 중심으로 정착하였다. 마을 중심지는 역에서 북쪽으로 2km 가량 떨어진 곳에 위치해 자동차가 발명되기 전까지는 많은 불편을 겪었다. 1867년 캐나다 연방이 설립될 때까지 하루 6대의 열차가 오샤와에 정차하였다. 나중에 제너럴 모터스 캐나다의 모태가 될 맥로플린 자동차 회사를 세운 새뮤얼 맥로플린은 1878년 철도 접근성을 위해 마차 공장을 에니스킬렌에서 오샤와로 이전하였고, 이는 이후 오샤와 자동차 산업의 토대를 마련하였다.
오샤와 규모가 커지면서 기존의 그랜드 트렁크 역은 협소해졌고, 19세기 말에 역 한쪽이 확장되었다. 1895년에 오샤와 시내와 그랜드 트렁크 역 사이에 전차가 개통하여 오샤와에서 기차로 여행하는 것이 더욱 편리해졌고, 오샤와 시내에 더 많은 산업들이 철도로 물자를 실어날랐다. 1901년과 1903년 사이에 GTR 본선이 몬트리올에서 사니아까지 복선화되면서 오샤와 구간도 복선화되었다. 비슷한 시기에 1856년에 지어졌던 역은 그랜드 트렁크가 이 당시에 일반적으로 사용하는 디자인 특징과 일치하는 새로운 역으로 대체되었다.
맥로플린 자동차 회사는 1907년에 자동차를 생산하기 시작했고, 몇 년 후인 1915년에 맥로플린 자동차의 첫 완제품이 화차에 실렸고, 그랜드 트렁크와 환승하기 위해 오샤와 철도를 통해 남쪽으로 실어날랐다. 맥로플린과 쉐보레는 1918년 제너럴 모터스와 합병하여 제너럴 모터스 캐나다를 형성하였다. 동시에 그랜드 트렁크는 1923년에 재정난으로 공기업인 캐나다 내셔널 철도에 흡수되었다.

### 캐나다 내셔널 철도
2차 세계 대전과 전후 기간 동안 오샤와역은 하루 14대의 열차가 정차하였지만, 자동차가 대중화되면서 오샤와역도 내리막길을 걸었다. 1940년에 오샤와 철도의 여객 취급이 중단되고, 1947년에는 오샤와를 통과하는 2A번 고속도로, 1952년에는 401번 고속도로가 개통되면서 승객 수도 감소세를 보였다. 그럼에도 불구하고 오샤와는 토론토의 위성 도시로 토론토로 출퇴근하는 수요가 꾸준히 있었고, 휘트비와 보먼빌역의 여객 취급이 줄어들면서 1961년에 들어서서 오샤와역의 정차 횟수는 17회로 늘어났다.
1967년에 캐나다 내셔널이 역 건물을 한 번 더 교체하였고, 건축 장식이 거의 없는 현대적인 건축물로, 형태보다는 기능을 우선시한 건물이었다. 그럼에도 불구하고 1974년에 오샤와역의 열차 정차 횟수는 하루 10회로 감소하였고, CN은 1976년에 VIA 철도에 여객철도 운영을 이관하였고, VIA 철도는 별도의 공기업이 되었다.
이 당시 오샤와로 가는 GO 트랜싯 버스는 1970년대부터 그레이코치 버스 노선을 인수하면서 운행을 시작하였다. 버스는 오샤와 교통국 (오늘날의 더럼 지역 교통국) 과 GO 트랜싯이 같이 쓰는 오샤와의 GO 버스 터미널에서 출발하였다.

### 오샤와 연장
1982년부터 레이크쇼어 이스트선 통근 열차를 오샤와까지 연장하는 방안이 거론되었다. 이 계획에 따르면 CN 철로를 따라 릿슨 로드, 윌슨 로드와 페어웰 스트리트에 각각 역을 세우는 방안으로, 주 정부는 UTDC 기술을 활용한 새롭고 저렴하며 미래지향적인 교통 수단을 추구하였다. GO-ALRT 프로젝트는 레이크쇼어 선을 오크빌에서 해밀턴까지, 피커링에서 오샤와까지 각각 연장하는 방안을 추진하였으나 1985년에 예산 감축으로 이 계획은 취소되었다.
1988년, 레이크쇼어 이스트선이 피커링에서 휘트비까지 전용 선로로 연장되면서 동시에 오샤와로 연장하는 방안이 거론되었다. 1990년대 초반, VIA 철도가 21세기에 맞게 역 건물을 재단장하면서 GO 트랜싯도 VIA 역을 활용하기로 하였다.
온타리오 주정부는 1990년 10월 1일 킹스턴 지선을 통해 GO 전용 선로에 있던 에이잭스와 휘트비를 통과하여 오샤와로 가는 열차를 하루 한 차례씩 운행하였다. 그와 동시에, 오샤와로 가는 버스 또한 급격하게 늘어났다. 1992년에 오샤와 센터 터미널이 개통하여 오샤와 교통국의 버스의 노선이 기존의 오샤와 시내 터미널에서 더욱 수요가 많은 쇼핑몰 터미널로 이전하였다. 승객이 증가하면서 GO 트랜싯은 휘트비에서 오샤와까지 전용 선로를 설치하는 작업을 진행하였고 1995년 1월 8일부터 GO 열차가 오샤와까지 정기적으로 운행하기 시작하였다.
1993년 7월 3일에 예산 감축으로 러시 아워를 제외한 평상시에는 피커링까지 운행하였으나 2000년 5월 1일부터는 오샤와까지 평일 상시 운행을 재개하였다. 주말과 공휴일 열차는 휘트비로 연장되었고 2006년 12월 30일, 오샤와까지 다시 연장되면서 매일 상시 운행을 재개하였다.

### 역 증축
2006년에 다다라서는 오샤와까지 통근열차가 매일 30분 간격으로 운행하였다. VIA 철도 또한 오샤와역 정차 횟수를 늘렸으며 2009년에는 역사 증축을 위한 본격적인 작업에 들어갔다. 이 당시 VIA 철도는 한 개 승강장으로만 운행했지만 증축 공사로 섬식 승강장으로 넓혀졌고 역사와 승강장을 잇는 선상 통로도 개통되었다. 2012년, GO 트랜싯은 오샤와역에 프레스토 카드 단말기를 설치하였다. GO 트랜싯과 VIA 철도는 기존 역사를 대체할 새로운 역사를 2017년 10월 20일에 완공하였으며 기존 역사는 2018년 중순에 철거될 예정에 있다.

### 미래
메트로링스는 앞으로 보먼빌까지 통근 열차 노선을 연장할 계획에 있으며, 연장 방안 중 하나는 GO 선로에서 북쪽에 있는 CP 선로로 변경하는 것이다. 이 노선대로라면 새로운 통근 열차 역을 오샤와 시내에 지을 수 있게 된다. 지금까지 두 개의 역을 추가할 계획에 있으며, 하나는 오샤와 시립 레크리에이션 센터 근처에 지어질 '손턴스 코너스 역'이고 다른 하나는 오샤와 시내에 지어질 '오샤와 센트럴 역'이다. 오샤와 동쪽 끝의 그랜뷰 드라이브에 세 번째 역을 짓는 방안도 거론되고 있다.

## 시설
오샤와역은 GO 트랜싯 직원이 상주하는 유인역으로, GO 트랜싯 매표소는 평일 오전 6시부터 오후 8시 45분까지, 주말과 공휴일에는 오전 6시 30분부터 오후 8시 45분까지 개장하며, 나머지 시간대에는 무인으로 운영한다. 매표소에서는 프레스토 카드를 연령층에 맞춰서 설정하거나 기본 출발 및 도착역을 설정하여 하차태그를 하지 않아도 자동으로 정산할 수 있도록 할 수 있다. 이 외에도 통근열차 티켓 구매나 카드 충전은 역에 있는 자동판매기에서 할 수 있다. 프레스토 카드가 없는 경우에는 신용카드나 체크카드를 단말기에 태그해 요금을 정산할 수도 있고, 스마트폰에서 GO 트랜싯 홈페이지에 들어가 이티켓 (e-ticket)을 구매할 수도 있다. VIA 철도 매표소는 매일 오전 6시 45분부터 오후 11시까지 개장한다.
역 내부에는 대합실, 화장실, 와이파이, 공중전화가 있으며, 승강장에는 눈과 비를 피할 수 있는 쉼터가 있고, 겨울에는 난방도 된다. 역 건물과 승강장, 열차 내부는 휠체어 승객도 이용할 수 있으며, 역 건물과 지하도, 승강장을 잇는 엘리베이터와 승강장 중앙에 있는 휠체어 경사로를 통해 휠체어 승객도 열차를 이용할 수 있다. 환승 주차장에는 2,390대 규모의 주차 공간이 있으며, 최대 48시간까지 무료 주차가 가능하다. 이 역을 자주 이용하는 승객은 전용 주차 공간을 사전에 예약할 수 있으며, 이 역으로 카풀해서 오는 승객들은 카풀 전용 주차 공간에 주차할 수 있다. 이 역으로 마중 나오는 차량 또한 역 앞에 있는 정차 공간에서 대기할 수 있다. 이 역에서는 자전거 이용 승객을 위한 자전거 거치대가 있다.
GO 트랜싯이나 더럼 지역 교통 버스를 이용하는 승객은 역 앞에 있는 버스 승강장에서 승차할 수 있다.

## 버스 연결편
오샤와역에서는 역 앞에 있는 버스 승강장에서 GO 트랜싯과 DRT 버스로 갈아탈 수 있다. GO 트랜싯과 더럼 지역 교통 간에는 무료 환승이 가능하다.

### GO 트랜싯
| 노선 | 노선                                          | 노선                                         | 종점                                              | 종점 | 종점     | 경유지 | 기준일          | 비고 |
| ---- | --------------------------------------------- | -------------------------------------------- | ------------------------------------------------- | ---- | -------- | --- | --------------- | ---- |
| 52   | 더럼 대학 오샤와 - 407번 고속도로 버스 터미널 | Durham College Oshawa - Hwy 407 Bus Terminal | 407번 고속도로 버스 터미널                        | ↔    | 오샤와역 | 심코 / 에이솔 · 온타리오주 공업대학 & 더럼 대학 · 볼드윈 / 407번 · 브록 / 407번 · 코넬 버스 터미널 · 유니언빌역 · 리치먼드힐 센터 터미널 · 407번 고속도로 터미널                                                                                           | 2023년 6월 24일 |      |
| 52X  | 더럼 대학 오샤와 - 407번 고속도로 버스 터미널 | Durham College Oshawa - Hwy 407 Bus Terminal | 메이저매켄지 웨스트 버스 터미널 (캐나다 원더랜드) | ↔    | 오샤와역 | 심코 / 에이솔 · 온타리오주 공업대학 & 더럼 대학 · 볼드윈 / 407번 · 브록 / 407번 · 코넬 버스 터미널 · 유니언빌역 · 리치먼드힐 센터 터미널 · 407번 고속도로 터미널 · 메이저매켄지 웨스트 버스 터미널 (캐나다 원더랜드)                                       | 2023년 6월 24일 |      |
| 56   | 더럼 대학 오샤와 / 오크빌                     | Durham College Oshawa / Oakville             | 오크빌역                                          | ↔    | 오샤와역 | 심코 / 에이솔 · 온타리오주 공업대학 & 더럼 대학 · 볼드윈 / 407번 · 브록 / 407번 · 코넬 버스 터미널 · 유니언빌역 · 리치먼드힐 센터 터미널 · 407번 고속도로 터미널 · 브래멀리역 · 스퀘어원 쇼핑센터 · 에린밀스역 · 트라팔가 / 407번 · 셰리던 대학 · 오크빌역 | 2023년 6월 24일 |      |
| 88   | 피터버러 / 오샤와                             | Peterborough / Oshawa                        | 트렌트 대학교                                     | ↔    | 오샤와역 | 보먼빌 / 베이스라인 · 클라링턴 / 더럼 · 킹 / 리버티 · 2번 / 33 & 115번 · 35번 / 115번 · 피터버러 10번 / 115번 · 크로퍼드 / 하퍼 · 피터버러 버스 터미널 · 트렌트 대학교                                                                                     | 2023년 6월 24일 |      |
| 88A  | 피터버러 / 오샤와                             | Peterborough / Oshawa                        | 트렌트 대학교                                     | ↔    | 오샤와역 | 1번가 / 프론트 · 코티스 / 베이스라인 · 보먼빌 / 베이스라인 · 클라링턴 / 더럼 · 킹 / 리버티 · 2번 / 33 & 115번 · 35번 / 115번 · 피터버러 10번 / 115번 · 크로퍼드 / 하퍼 · 피터버러 버스 터미널 · 트렌트 대학교                                              | 2023년 6월 24일 |      |
| 90B  | 레이크쇼어 이스트                             | Lakeshore East                               | 유니언역 버스 터미널                              | ↔    | 오샤와역 | 휘트비역 · 에이잭스역 · 피커링역 · 유니언역 버스 터미널 | 2023년 6월 24일 |      |
| 92   | 오샤와 / 요크데일                             | Oshawa / Yorkdale                            | 요크데일 버스 터미널                              | ↔    | 오샤와역 | 심코 / 에이솔 · 던다스 / 식슨 · 던다스 / 브록 · 킹스턴 로드 / 하우드 · 킹스턴 로드 / 글레내나 · 킹스턴 로드 / 페어포트 · 킹스턴 로드 / 셰퍼드 · 스카버러센터 버스 터미널 · 요크밀스 버스 터미널 · 요크데일 버스 터미널                                     | 2022년 9월 3일  |      |
| 96B  | 오샤와 / 핀치 급행                            | Oshawa / Finch Express                       | 핀치 버스 터미널                                  | ↔    | 오샤와역 | 휘트비역 · 에이잭스역 · 스카버러센터 버스 터미널 · 영 / 셰퍼드 · 핀치 버스 터미널 | 2023년 6월 24일 |      |
| 96Z  | 오샤와 / 핀치 급행                            | Oshawa / Finch Express                       | 핀치 버스 터미널                                  | ↔    | 오샤와역 | 휘트비역 · 에이잭스역 · 토론토 동물원 · 스카버러센터 버스 터미널 · 영 / 셰퍼드 · 핀치 버스 터미널 | 2023년 6월 24일 |      |

### 더럼 지역 교통
- 403번: 오샤와 센터 터미널 방면
- 902번: 오샤와 센터 터미널 경유 보먼빌 / 트럴스 로드 방면

## 인접한 역
| CN 킹스턴선          | CN 킹스턴선                       | CN 킹스턴선          |
| -------------------- | --------------------------------- | -------------------- |
| 길드우드 토론토 방면 | VIA 철도 코리더 토론토 - 몬트리올 | 코버그 몬트리올 방면 |
| 길드우드 토론토 방면 | VIA 철도 코리더 토론토 - 오타와   | 포트호프 오타와 방면 |
| 메트로링스 GO선      |                                   |                      |
| 휘트비 유니언 방면   | GO 트랜싯 레이크쇼어 이스트선     | 시·종착역            |